# Zeno (llenguatge de programació)
Zeno (en referència al filòsof presocràtic Zenó d'Elea) és un llenguatge de programació processal imperatiu dissenyat per ser fàcil d'aprendre i fàcil d'utilitzar. Zeno és genèric en el sentit que conté la major part dels elements essencials que s'utilitzen en altres idiomes per desenvolupar aplicacions reals.
L'intèrpret de Zeno va ser dissenyat per funcionar en Windows 95 i sistemes operatius posteriors de Microsoft. L'intèrpret ve amb eines integrades de depuració, un editor de codi font, i una referència del llenguatge en línia.
Zeno va ser creat per Stephen R. Schmitt i és mantingut per Abecedarical Systems.

## Exemple
L'algorisme del Sedàs d'Eratòstenes
```
const N : int := 5000
var a : array[N] of boolean
```

```
program
```

```
var i, j : int 
```

```
init_a % inicialització de la matriu
```

```
for i := 2...floor (N/2) do
for j := 2...floor (N/i) do
a[i*j] := false % marca com a no primer
end for
end for
j := 0
for i := 2...N do % escriptura del resultat
if a[i] then % és primer
put i : 6 ...
incr j
if (j mod 5) = 0 then % salt de línia
put ""
end if
end if
end for
```

```
end program
```

```
% inicialització de la matriu
procedure init_a
```

```
var i : int
for i := 1...N do
a[i] := true
end for
```

```
end procedure
```

Exemple de sortida
```
2 3 5 7 11 
13 17 19 23 29 
31 37 41 43 47 
53 59 61 67 71 
73 79 83 89 97 
101 103 107 109 113
```